# Annegret Hofmann
Annegret Hofmann (* 2. November 1946 in Teichwolframsdorf) ist eine deutsche Journalistin, Autorin und Publizistin.
Besondere Beachtung fanden ihre 37 Gespräche mit Neun- bis Sechzehnjährigen aus Ost und West in Unterwegs nach Deutschland, die sie von August 1990 bis Dezember 1991 führte. Seit 2005 publiziert sie eher zur Gendermedizin. Sie gründete zusammen mit ihrem Mann Rolf Hofmann das Netzwerk Gendermedizin & Öffentlichkeit.

## Werke (Auswahl)
- Zus. mit Rolf Hofmann: Frauenmedizin - Männermedizin : der kleine Unterschied ist größer als gedacht : revolutionäres Wissen, warum Frauen und Männer gesundheitlich unterschiedlich ticken, Goldegg Verlag, Berlin-Wien 2021.
- Dies.: Unterwegs nach Deutschland : Kinder im Niemandsland ; Protokolle nach Gesprächen, Aufbau Verlag, Berlin-Weimar 1992.
- Annegret Hofmann: Der Papagei im Möbelwagen : der Leser erfährt, wie eine Hochzeitszeitung entsteht, und hört viele Geschichten aus unserer Geschichte, Verlag Junge Welt, Berlin 1989.
- Dies.: Die Flaschenpost im Hochhaus, Verlag Junge Welt, Berlin 1988.
- Dies.: Die Flaschenpost im Hochhaus : e. Ferienabenteuer mit Geschichten aus unserer Geschichte, Berlin/DDR : Verlag Junge Welt, Berlin 1985
- Dies.: Das Mikrofon im Primeltopf, Verlag Junge Welt, Berlin 1984.